# Tipula (Lunatipula) hermes
Tipula (Lunatipula) hermes is een tweevleugelige uit de familie langpootmuggen (Tipulidae). De soort komt voor in het Palearctisch gebied.